# Rue Atateken
Pour les articles homonymes, voir Amherst.

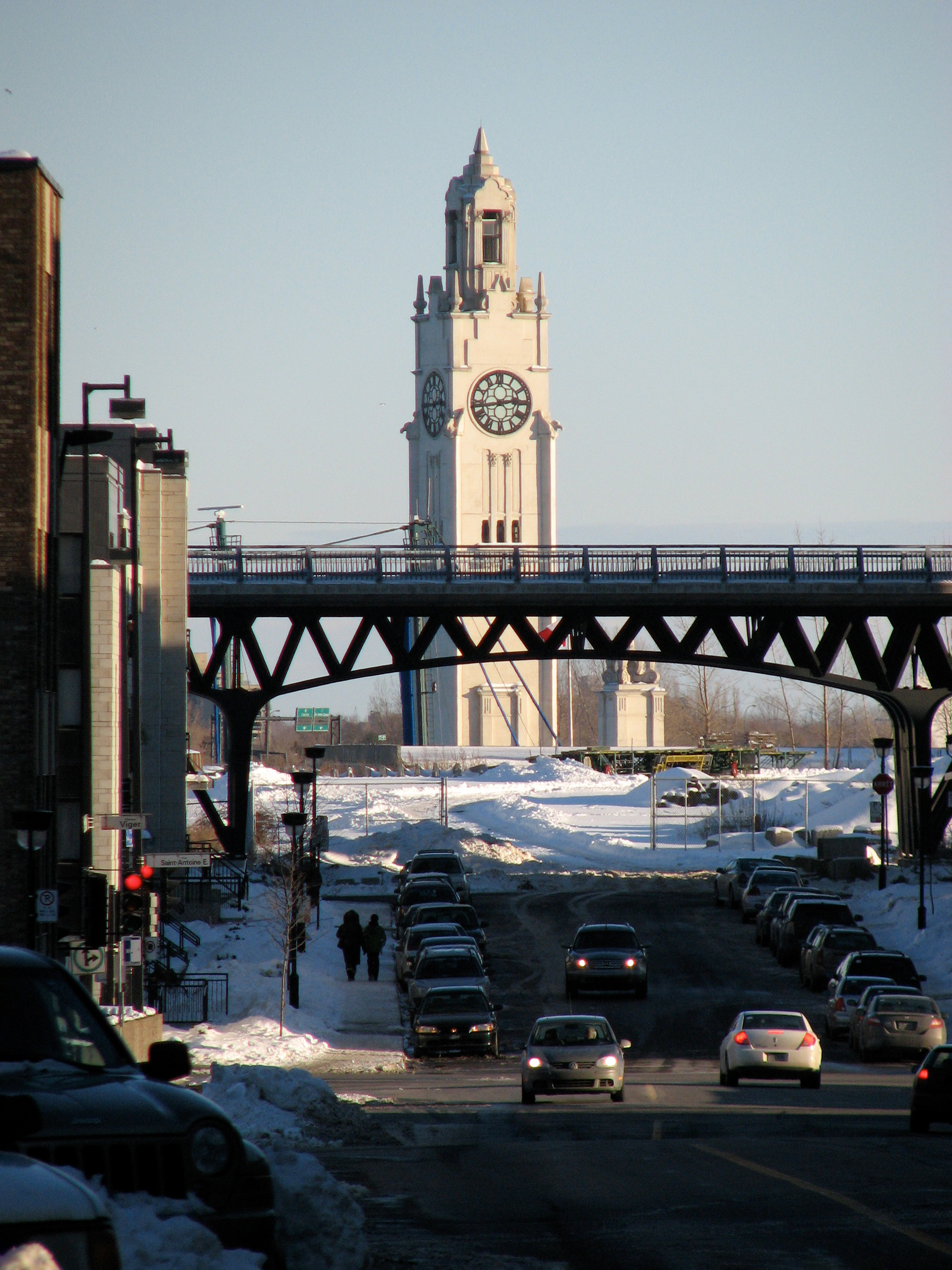
La tour de l'Horloge de Montréal, vue dans l'alignement de la rue Atateken.

La rue Atateken (prononcé [adadɛgən], de ataté:ken, [adaˈdɛ́ːɡʌ̃], « fraternité ; frères et sœurs » en mohawk), est une rue de Montréal, d'orientation nord-sud. Elle était appelée rue Amherst jusqu’en 2019.

## Situation et accès
Elle relie la rue de la Commune à la rue Sherbrooke et traverse, à l'ouest, le Village gai. 
L'avenue du Parc-La Fontaine est sa continuation au nord de la rue Sherbrooke.

## Origine du nom
Le nom est d'origine mohawk. Il reconnaît l'héritage autochtone de Montréal, se défaisant de son ancien nom, controversé.[réf. nécessaire]

## Historique
Étendue à la fin du XIXe siècle de la rue Notre-Dame à la rue Rachel, la rue Amherst est prolongée à la fin du XXe siècle, dans le cadre du développement résidentiel du faubourg Québec, d'abord jusqu'à la rue du Glacis (au sud de la rue Saint-Antoine), et plus récemment jusqu'à la rue de la Commune. Avec le changement de nom du tronçon reliant la rue Sherbrooke à la rue Rachel, la rue Atateken s'étend aujourd'hui entre la rue de la Commune et la rue Sherbrooke. 
À partir du début des années 1980, l'activité commerciale gaie se déplace de la rue Stanley, dans l'ouest de la ville, vers l'est, le 
(Village gai de Montréal). La rue Amherst devient rapidement un axe important.
La Société de transport de Montréal y exploite la ligne d'autobus 14 Atateken. Il y avait autrefois une ligne de tramway dans cette rue.

### Changement de nom
Le 21 octobre 2019, la rue Amherst est renommée rue Atateken.
Au début d'août 2009, un conseiller municipal indépendant de Montréal, Nicolas Montmorency, avait demandé de renommer la rue Amherst d'un nom plus respectueux de l'histoire ainsi que des diverses communautés qui habitent le territoire québécois. Pour Montmorency, c'est une question de valeurs : « il est tout à fait inacceptable qu'un homme soutenant l'extermination des Amérindiens soit honoré de la sorte ». Jeffrey Amherst est reconnu comme le premier à avoir suggéré l’arme biologique (la variole) en infectant des couvertures de laine qu’il a ensuite délibérément distribuées aux Premières Nations.
Cette demande reçoit l'appui de quelques groupes (par exemple les Jeunes Patriotes) et politiciens municipaux, dont Louise O'Sullivan. Toutefois, le maire Gérald Tremblay ne réalisera pas le changement, puisque la Commission de toponymie de Montréal refuserait toute modification de nom dans ce cas.
Quelques jours à peine après le décès du cinéaste Pierre Falardeau, le 25 septembre 2009, un groupe de ses admirateurs relance le débat et propose que la rue Amherst soit rebaptisée en l'honneur du cinéaste et polémiste indépendantiste. Plusieurs historiens continuent de s'opposer à ce changement. De plus, au fil des ans, d'autres propositions sont suggérées, sans être retenues, telles que l'avenue du Parc Lafontaine, l'avenue Robert-Bourassa et l'avenue Félix-Leclerc. Le conseil mohawk de Kanesatake, quant à lui, propose que la rue soit renommée pour refléter l'histoire autochtone de la ville. Parmi les noms proposés sont : Kontiaronk, Deskaheh, Onasakenrah et Kateri Tekakwitha,.
En 2017, 10e anniversaire de la déclaration des Nations unies sur les droits des peuples autochtones, le maire Denis Coderre annonce : « Le général Amherst va prendre le bord. Out ! ».
Le 21 juin 2019, journée nationale des peuples autochtones, la mairesse de Montréal, Valérie Plante, dévoile le nouveau nom : rue Atateken,.

## Sources
- Raphaël Gani, « Atateken, une décision «métissée» », Le Devoir,‎ 23 juillet 2019 (lire en ligne)